# Saison 2005-2006 de la LHOu
Saison précédente Saison suivante
La saison 2005-2006 est la 40e saison de hockey sur glace de la Ligue de hockey de l'Ouest. Les Giants de Vancouver remportent la Coupe du Président en battant les Warriors de Moose Jaw en série éliminatoire.

## Saison régulière
À l'aube de cette quarantième saison, la LHOu annonce l'adoption de plusieurs règlements instaurés cette saison par la Ligue nationale de hockey afin d'augmenter le pointage, ceci incluant:
- Tir de fusillade : Les parties étant à égalité après la période supplémentaire s'affronteront en tirs de fusillade. Ainsi aucune partie ne pourra se termine sur une égalité.
- Un arbitrage plus sévère en ce qui a trait à l'obstruction.
- Réduction de la zone permise au gardien de buts pour quitter leur filet. Ainsi deux lignes rouges délimitant cette zone sont ajoutées à l'arrière de la ligne des buts. Une pénalité de deux minutes pour avoir retardé le match sera décernée au gardien s'il franchit cette démarcation.
- Abolition de la ligne rouge ; ainsi les équipes pourront effectuer des dégagements à partir de leur ligne bleue sans être pris en faute.
- Tout joueur lançant la rondelle à l'extérieur de la surface de jeu recevra une punition de deux minutes pour avoir retardé la rencontre.
- Toute équipe se voyant octroyer un dégagement refusé ne pourra effectuer de changement de ligne avant la remise en jeu.

Contrairement à la LNH, la disposition des buts ainsi que des lignes de buts ne sont pas modifiées au cours de cette saison, car les équipes de la ligue n'avaient pas suffisamment de temps pour adapter leur aréna avant le début de la saison régulière. Seules les Hitmen de Calgary, qui évoluent dans le même amphithéâtre que les Flames de Calgary de la LNH eurent la possibilité de jouer sur une surface adaptée à la nouvelle dimension. Pour les autres équipes de la LHOu, ces changements seront faits avant le début de la saison suivante.

### Classement
| Division Est             | PJ | V  | D  | N | DP | Pts | BP  | BC  |
| ------------------------ | -- | -- | -- | - | -- | --- | --- | --- |
| Warriors de Moose Jaw    | 72 | 44 | 20 | 5 | 3  | 96  | 278 | 205 |
| Blades de Saskatoon      | 72 | 41 | 25 | 2 | 4  | 88  | 232 | 217 |
| Pats de Regina           | 72 | 40 | 27 | 1 | 4  | 85  | 236 | 234 |
| Wheat Kings de Brandon   | 72 | 30 | 32 | 6 | 4  | 70  | 218 | 259 |
| Raiders de Prince Albert | 72 | 25 | 36 | 1 | 10 | 61  | 167 | 228 |

| Division Centrale        | PJ | V  | D  | N | DP | Pts | BP  | BC  |
| ------------------------ | -- | -- | -- | - | -- | --- | --- | --- |
| Tigers de Medicine Hat   | 72 | 47 | 16 | 1 | 8  | 103 | 257 | 171 |
| Hitmen de Calgary        | 72 | 47 | 18 | 3 | 4  | 101 | 195 | 155 |
| Hurricanes de Lethbridge | 72 | 27 | 36 | 3 | 6  | 63  | 195 | 250 |
| Broncos de Swift Current | 72 | 24 | 34 | 6 | 8  | 62  | 175 | 242 |
| Rebels de Red Deer       | 72 | 26 | 40 | 1 | 5  | 58  | 166 | 220 |

| Division B.C.            | PJ | V  | D  | N | DP | Pts | BP  | BC  |
| ------------------------ | -- | -- | -- | - | -- | --- | --- | --- |
| Giants de Vancouver      | 72 | 47 | 19 | 0 | 6  | 100 | 252 | 156 |
| Rockets de Kelowna       | 72 | 46 | 22 | 1 | 3  | 96  | 243 | 188 |
| Ice de Kootenay          | 72 | 45 | 23 | 1 | 3  | 94  | 233 | 177 |
| Cougars de Prince George | 72 | 35 | 31 | 2 | 4  | 76  | 195 | 195 |
| Blazers de Kamloops      | 72 | 34 | 33 | 2 | 3  | 73  | 179 | 196 |

| Division U.S.            | PJ | V  | D  | N | DP | Pts | BP  | BC  |
| ------------------------ | -- | -- | -- | - | -- | --- | --- | --- |
| Silvertips d'Everett     | 72 | 40 | 27 | 2 | 3  | 85  | 203 | 158 |
| Thunderbirds de Seattle  | 72 | 35 | 31 | 1 | 5  | 76  | 186 | 211 |
| Winter Hawks de Portland | 72 | 32 | 32 | 3 | 5  | 72  | 204 | 258 |
| Americans de Tri-City    | 72 | 30 | 35 | 4 | 3  | 67  | 188 | 221 |
| Chiefs de Spokane        | 72 | 25 | 39 | 5 | 3  | 58  | 193 | 254 |

### Meilleurs pointeurs
| Joueur          | Équipe            | PJ | B  | A  | Pts | Pun |
| --------------- | ----------------- | -- | -- | -- | --- | --- |
| Troy Brouwer    | Moose Jaw         | 72 | 49 | 53 | 102 | 122 |
| Adam Cracknell  | Kootenay          | 72 | 42 | 51 | 93  | 85  |
| Ian McDonald    | Tri-City          | 71 | 37 | 55 | 92  | 16  |
| Dustin Boyd     | Moose Jaw         | 64 | 48 | 42 | 90  | 34  |
| Justin Keller   | Kelowna           | 72 | 51 | 37 | 88  | 82  |
| Blair Jones     | Moose Jaw         | 72 | 35 | 50 | 85  | 85  |
| Devin Setoguchi | Saskatoon         | 65 | 36 | 47 | 83  | 69  |
| Darren Helm     | Medicine Hat      | 70 | 41 | 38 | 79  | 37  |
| Ryan Russell    | Kootenay          | 72 | 33 | 42 | 75  | 30  |
| Chad Klassen    | Spokane/Saskatoon | 68 | 27 | 48 | 75  | 61  |

## Séries éliminatoires
|  | Huitièmes de finale      | Huitièmes de finale      |                        |   | Quarts de finale | Quarts de finale |  |  | Demi-finales | Demi-finales |  |  | Finale | Finale |
|  | Huitièmes de finale      | Huitièmes de finale      |                        |   | Quarts de finale | Quarts de finale |  |  | Demi-finales | Demi-finales |  |  | Finale | Finale |
|  |                          |                          |                        |   |                  |                  |  |  |              |              |  |  |        |        |
|  |                          |                          |                        |   |                  |                  |  |  |              |              |  |  |        |        |
|  |                          |                          |                        |   |                  |                  |  |  |              |              |  |  |        |        |
|  | Tigers de Medicine Hat   | 4                        |                        |   |                  |                  |  |  |              |              |  |  |        |        |
|  | Tigers de Medicine Hat   | 4                        |                        |   |                  |                  |  |  |              |              |  |  |        |        |
|  | Broncos de Swift Current | 0                        |                        |   |                  |                  |  |  |              |              |  |  |        |        |
|  | Broncos de Swift Current | 0                        | Tigers de Medicine Hat | 4 |                  |                  |  |  |              |              |  |  |        |        |
|  |                          |                          | Tigers de Medicine Hat | 4 |                  |                  |  |  |              |              |  |  |        |        |
|  |                          | Blades de Saskatoon      | 0                      |   |                  |                  |  |  |              |              |  |  |        |        |
|  | Pats de Regina           | Blades de Saskatoon      | 0                      | 2 |                  |                  |  |  |              |              |  |  |        |        |
|  | Pats de Regina           |                          |                        | 2 |                  |                  |  |  |              |              |  |  |        |        |
|  | Blades de Saskatoon      | 4                        |                        |   |                  |                  |  |  |              |              |  |  |        |        |
|  | Blades de Saskatoon      | 4                        | Tigers de Medicine Hat | 1 |                  |                  |  |  |              |              |  |  |        |        |
|  |                          |                          | Tigers de Medicine Hat | 1 |                  |                  |  |  |              |              |  |  |        |        |
|  |                          | Warriors de Moose Jaw    | 4                      |   |                  |                  |  |  |              |              |  |  |        |        |
|  | Hitmen de Calgary        | Warriors de Moose Jaw    | 4                      | 4 |                  |                  |  |  |              |              |  |  |        |        |
|  | Hitmen de Calgary        |                          |                        | 4 |                  |                  |  |  |              |              |  |  |        |        |
|  | Hurricanes de Lethbridge | 2                        |                        |   |                  |                  |  |  |              |              |  |  |        |        |
|  | Hurricanes de Lethbridge | 2                        | Hitmen de Calgary      | 3 |                  |                  |  |  |              |              |  |  |        |        |
|  |                          |                          | Hitmen de Calgary      | 3 |                  |                  |  |  |              |              |  |  |        |        |
|  |                          | Warriors de Moose Jaw    | 4                      |   |                  |                  |  |  |              |              |  |  |        |        |
|  | Wheat Kings de Brandon   | Warriors de Moose Jaw    | 4                      | 2 |                  |                  |  |  |              |              |  |  |        |        |
|  | Wheat Kings de Brandon   |                          |                        | 2 |                  |                  |  |  |              |              |  |  |        |        |
|  | Warriors de Moose Jaw    | 4                        |                        |   |                  |                  |  |  |              |              |  |  |        |        |
|  | Warriors de Moose Jaw    | 4                        | Warriors de Moose Jaw  | 0 |                  |                  |  |  |              |              |  |  |        |        |
|  |                          |                          | Warriors de Moose Jaw  | 0 |                  |                  |  |  |              |              |  |  |        |        |
|  |                          | Giants de Vancouver      | 4                      |   |                  |                  |  |  |              |              |  |  |        |        |
|  | Giants de Vancouver      | Giants de Vancouver      | 4                      | 4 |                  |                  |  |  |              |              |  |  |        |        |
|  | Giants de Vancouver      |                          |                        | 4 |                  |                  |  |  |              |              |  |  |        |        |
|  | Cougars de Prince George | 1                        |                        |   |                  |                  |  |  |              |              |  |  |        |        |
|  | Cougars de Prince George | 1                        | Giants de Vancouver    | 4 |                  |                  |  |  |              |              |  |  |        |        |
|  |                          |                          | Giants de Vancouver    | 4 |                  |                  |  |  |              |              |  |  |        |        |
|  |                          | Winter Hawks de Portland | 1                      |   |                  |                  |  |  |              |              |  |  |        |        |
|  | Winter Hawks de Portland | Winter Hawks de Portland | 1                      | 4 |                  |                  |  |  |              |              |  |  |        |        |
|  | Winter Hawks de Portland |                          |                        | 4 |                  |                  |  |  |              |              |  |  |        |        |
|  | Thunderbirds de Seattle  | 3                        |                        |   |                  |                  |  |  |              |              |  |  |        |        |
|  | Thunderbirds de Seattle  | 3                        | Giants de Vancouver    | 4 |                  |                  |  |  |              |              |  |  |        |        |
|  |                          |                          | Giants de Vancouver    | 4 |                  |                  |  |  |              |              |  |  |        |        |
|  |                          | Silvertips d'Everett     | 0                      |   |                  |                  |  |  |              |              |  |  |        |        |
|  | Rockets de Kelowna       | Silvertips d'Everett     | 0                      | 4 |                  |                  |  |  |              |              |  |  |        |        |
|  | Rockets de Kelowna       |                          |                        | 4 |                  |                  |  |  |              |              |  |  |        |        |
|  | Ice de Kootenay          | 2                        |                        |   |                  |                  |  |  |              |              |  |  |        |        |
|  | Ice de Kootenay          | 2                        | Rockets de Kelowna     | 2 |                  |                  |  |  |              |              |  |  |        |        |
|  |                          |                          | Rockets de Kelowna     | 2 |                  |                  |  |  |              |              |  |  |        |        |
|  |                          | Silvertips d'Everett     | 4                      |   |                  |                  |  |  |              |              |  |  |        |        |
|  | Americans de Tri-City    | Silvertips d'Everett     | 4                      | 1 |                  |                  |  |  |              |              |  |  |        |        |
|  | Americans de Tri-City    |                          |                        | 1 |                  |                  |  |  |              |              |  |  |        |        |
|  | Silvertips d'Everett     | 4                        |                        |   |                  |                  |  |  |              |              |  |  |        |        |
|  | Silvertips d'Everett     | 4                        |                        |   |                  |                  |  |  |              |              |  |  |        |        |

## Honneurs et trophées
- Trophée Scotty-Munro, remis au champion de la saison régulière : Tigers de Medicine Hat.
- Trophée commémoratif des quatre Broncos, remis au meilleur joueur : Justin Pogge, Hitmen de Calgary.
- Trophée Daryl K. (Doc) Seaman, remis au meilleur joueur étudiant : Brennen Wray, Warriors de Moose Jaw.
- Trophée Bob-Clarke, remis au meilleur pointeur : Troy Brouwer, Warriors de Moose Jaw.
- Trophée Brad-Hornung, remis au joueur ayant le meilleur esprit sportif : Kris Russell, Tigers de Medicine Hat.
- Trophée commémoratif Bill-Hunter, remis au meilleur défenseur : Kris Russell, Tigers de Medicine Hat.
- Trophée Jim-Piggott, remis à la meilleure recrue : Peter Mueller, Silvertips d'Everett.
- Trophée Del-Wilson, remis au meilleur gardien : Justin Pogge, Hitmen de Calgary.
- Trophée Dunc-McCallum, remis au meilleur entraîneur : Will Desjardins, Tigers de Medicine Hat.
- Trophée Lloyd-Saunders, remis au membre exécutif de l'année : Scott Bonner, Giants de Vancouver.
- Trophée Allen-Paradice, remis au meilleur arbitre : Kyle Rehman.
- Trophée St. Clair Group, remis au meilleur membre des relations publiques : Dave Andjelic, Tigers de Medicine Hat.
- Trophée Doug-Wickenheiser, remis au joueur ayant démontré la meilleure implication auprès de sa communauté : Wacey Rabbit, Blades de Saskatoon.
- Trophée plus-moins de la WHL, remis au joueur ayant le meilleur ratio +/- : Paul Albers, Giants de Vancouver.
- Trophée airBC, remis au meilleur joueur en série éliminatoire : Gilbert Brule, Giants de Vancouver.